# Conférence de Toronto de 1988
La conférence de Toronto de 1988, intitulée The Changing Atmosphere : Implications for Global Security (en français : « L'atmosphère en évolution : implications pour la sécurité du globe ») est une conférence internationale organisée par le Canada du 27 au 30 juin 1988. Elle s'inscrit dans l'émergence du changement climatique, auquel elle est largement consacrée, comme enjeu environnemental global, et marque une étape dans la naissance d'une gouvernance mondiale à son sujet, qui se concrétise la même année par la création du Groupe d'experts intergouvernemental sur l'évolution du climat (GIEC), puis par l'adoption de la Convention-cadre des Nations unies sur les changements climatiques (CCNUCC) en 1992.

## Contexte et genèse
Les années 1980 voient croître les préoccupations environnementales relatives à des enjeux mondiaux tels que la destruction de la couche d'ozone et le changement climatique d'origine anthropique. La première a donné lieu en 1985 à l'adoption de la Convention de Vienne sur la protection de la couche d'ozone et en 1987 à la signature du protocole de Montréal, et le second émerge médiatiquement et politiquement à la même période,. 
La conférence de Toronto s'inscrit dans un enchaînement de conférences d'abord scientifiques, puis impliquant davantage les décideurs politiques. Plusieurs ateliers consacrés à l'amincissement de la couche d'ozone et au changement climatique organisés de 1980 à 1985 par l'Organisation météorologique mondiale (OMM), le Programme des Nations unies pour l'environnement (PNUE) et le Conseil international pour la science (CIUS) à Villach, en Autriche, permettent d'obtenir un consensus sur l'état des connaissances scientifiques sur ces sujets. À la suite du dernier atelier, la conférence de Villach de 1985, qui préconise une collaboration des décideurs politiques et des scientifiques sur ces deux sujets, est créé le Advisory Group on Greenhouse Gases, qui rassemble des chercheurs nommés par l'OMM, du PNUE et du CIUS. Ce dernier organise à son tour deux conférences en 1987, à Villach et à Bellagio en Italie, qui produisent de premières préconisations politiques sur la question du réchauffement climatique, et dont les conclusions serviront de base aux discussions de la conférence de Toronto,,.
Celle-ci se tient également dans un contexte particulier, puisque durant l'été 1988, l'Amérique du Nord connaît une canicule largement médiatisée. La semaine qui précède l'ouverture de la conférence de Toronto est de surcroît marquée par l'audition de James E. Hansen devant le Sénat américain, qui génère un fort retentissement médiatique : de manière assez inédite, un climatologue déclare que le réchauffement climatique est d'ores et déjà à l'œuvre,,,.

## Déroulement

### Organisation et participants
En mai 1986, le ministre de l'Environnement canadien Tom McMillan, sous l'impulsion de l'Atmospheric Environment Service (AES) du Canada, propose d’accueillir une conférence internationale consacrée au réchauffement climatique,.
La conférence de Toronto, dont la préparation commence en 1987, est formellement organisée par le ministre canadien Tom McMillan avec l'appui du PNUE et de l'OMM, et présidée par Stephen Lewis, ambassadeur du Canada auprès de l'ONU,. Certaines sources indiquent qu'elle est impulsée par le directeur de l'AES, Howard Ferguson,, qui était présent à l'atelier de Bellagio de 1987 (tout comme Jim Bruce, précédent directeur de l'AES, qui présida également la conférence de Villach de 1985). D'autres sources citent comme forces motrices de la conférence deux membres de la commission Brundtland, laquelle publie en 1987 le rapport du même nom : Gro Harlem Brundtland (Première ministre de la Norvège) et Jim MacNeill (en), respectivement présidente et secrétaire général de l'organisation,,.
L'événement, consacré aux menaces pesant sur l'atmosphère terrestre et sur les solutions pour la protéger, accueille 341 délégués issus de 46 pays, dont 73 chercheurs en sciences dures et 30 chercheurs en sciences humaines, 118 décideurs politiques — parmi lesquels le Premier ministre canadien, Brian Mulroney, et la Première ministre norvégienne Gro Harlem Brundtland — et experts gouvernementaux, issus de diverses agences, ainsi qu'une centaine de représentants de l'industrie, experts du domaine de l'énergie et militants pour l'environnement. Les participants se répartissent en plusieurs groupes de travail, qui traitent tant des risques (destruction de la couche d'ozone, changement climatique, pluies acides) que de leurs impacts physiques (élévation du niveau des océans, acidification des océans, etc.) et des enjeux socio-politiques afférents.

### Conclusions
Au terme des trois jours de la conférence, l'assemblée plénière s'accorde à dire que « l'humanité mène une expérience involontaire et incontrôlée à l'échelle mondiale, dont les conséquences ultimes pourraient n'avoir d'égales que celles d'une guerre nucléaire mondiale »,. Elle insiste ainsi sur le fait que le changement climatique, au regard des incertitudes qui entourent, représente une menace existentielle pour l'humanité, comparable à celles posées par une guerre nucléaire (hiver nucléaire) et par l'amincissement de la couche d'ozone,,.
La conclusion principale de la conférence est la préconisation d'une réduction de 20 % des émissions de dioxyde de carbone (CO2) entre 1988 et 2005, pouvant être obtenue pour moitié environ grâce à la sobriété et à l'efficacité énergétiques, et pour moitié grâce à une transition partielle des énergies fossiles aux énergies décarbonées (renouvelables, éventuellement nucléaire),. Les sources divergent quant à l'origine de cette préconisation : issue des militants environnementaux, ou bien du groupe de travail consacré à l'énergie et composé de partisans des énergies renouvelables. En tout état de cause, elle s'inscrit dans la continuité des conclusions des conférences de Villach et Bellagio, qui en 1987 déjà estimaient nécessaire de fixer un objectif quantitatif de réduction des émissions de CO2, mais promouvaient une limitation de la hausse des températures moyennes de 0,1 °C par décennie, laquelle aurait nécessité une réduction des émissions de CO2 de 66 %, bien supérieure à celle retenue à Toronto,.
Les participants à la conférence convergent quant à la nécessité de construire un cadre juridique international de réduction des émissions de CO2, mais deux visions s'opposent en la matière : le gouvernement canadien, par la voix de son Premier ministre Brian Mulroney, promeut l'élaboration d'une « loi internationale sur l'air », qui s'appuie sur le modèle du protocole de Montréal et traite des divers enjeux relatifs à l'atmosphère, tandis que la Première ministre norvégienne Gro Harlem Brundtland propose une convention mondiale restreinte à la seule question du changement climatique,,. La question de la forme à donner au futur cadre juridique international sera de nouveau à l'ordre du jour de la conférence d'Otawa, qui se tient en février 1989. Annoncée lors de la conférence de Toronto et organisée par l'AGGG, elle accueille 80 participants.

## Réception et postérité
La conférence de Toronto, qui s'appuie sur les conclusions des conférences de Villach de 1985 et de Villach et Bellagio de 1987, n'apporte pas de nouvelle connaissance scientifique significative,. Elle apparaît cependant rétrospectivement comme la première conférence mondiale d'envergure consacrée au changement climatique,, comme l'un des premiers événements à articuler considérations scientifiques et préconisations politiques,, et donc comme une étape importante de la mise à l'agenda politique international du changement climatique, qui se concrétisera notamment en 1992 par l'adoption de la Convention-cadre des Nations unies sur les changements climatiques (CCNUCC),,.
Le Groupe d'experts intergouvernemental sur l'évolution du climat (GIEC), dont la création est officialisée en novembre 1988, était en gestation depuis au moins 1987 et ne trouve donc pas sa source dans la conférence de Toronto. Cette dernière contribue toutefois à accroître l'attention dont le GIEC naissant bénéficie,.
L'objectif d'une réduction de 20 % des émissions de CO2 entre 1988 et 2005, surnommé objectif de Toronto, devient une référence dans les années qui suivent, bien que les objectifs discutés dans les conférences ultérieures, et ceux adoptés en 1997 dans le protocole de Kyoto, soient moins ambitieux,.
Outre sa contribution à la construction d'une politique internationale du climat, la conférence intervient dans le contexte d'une attention croissante portée au sujet du changement climatique et voit affluer de nombreux journalistes, si bien que ses conclusions font l'objet d'une ample médiatisation.